# Accord de Nkomati

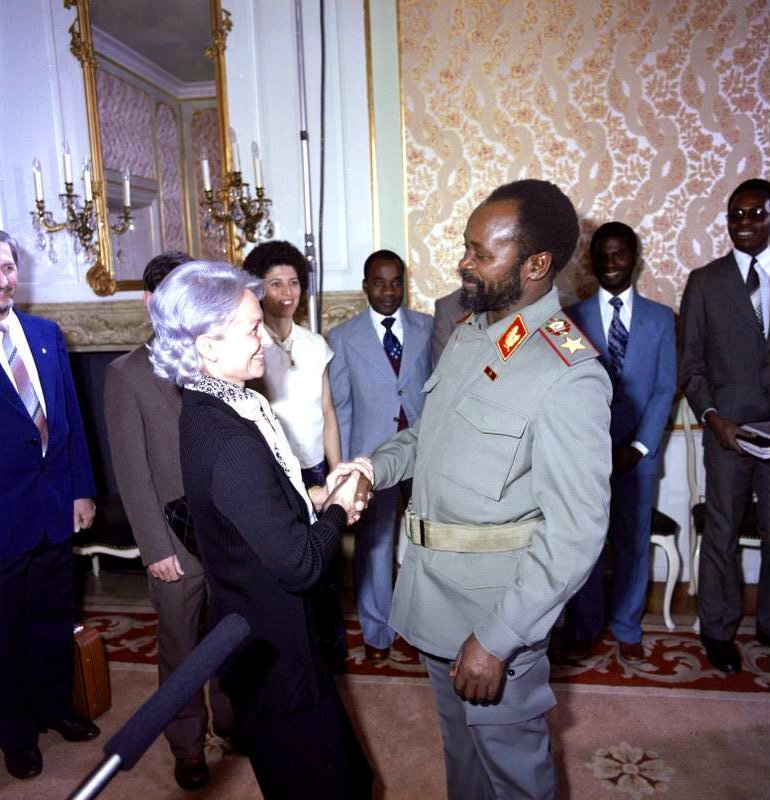
À des fins documentaires, les Archives fédérales allemandes ont souvent maintenu les descriptions originales d’images, qui peuvent être erronées, biaisées, désuètes ou politiquement tendancieuses. Berlin, Margot Honecker, Samora Moises Machel ADN-ZB/Link/3.3.83/schw/Berlin: Arbeitsbesuch S. M. Machel/ An der Begegnung des Präsidenten der FRELIMO-Partei und Präsidenten der VR Mocambique, Samora Moises Machel (Mitte r.), mit der Leitung der Straßfurter "Schule der Freundschaft", an der 900 Jungen und Mädchen aus Mocambique lernen, nahm das Mitglied der SED Margot Honecker, Minister für Volksbildung der DDR (l.), teil. Abgebildete Personen: Honecker, Margot: Ministerin für Volksbildung, SED, DDR (GND 122782933) Machel, Samora Moises: Staatspräsident, Präsident der Frente de Libertacao de Mocambique (FRELIMO), Mocambique (GND 119062321)

L'accord de Nkomati est un accord bilatéral entre l'Afrique du Sud et le Mozambique voisin signé en 1984 à Komatipoort. Les signataires étaient Samora Machel et Pieter Willem Botha. Par cet accord de bon voisinage, le premier pays s'engage à ne plus soutenir la Résistance nationale du Mozambique, en échange de quoi le second prend l'engagement d'expulser de son territoire les membres de l'ANC qui s'y trouvent. Cet accord se solda par un échec qui conduisit à une détérioration des relations entre l'Afrique du Sud et le Mozambique.